# Беттозини, Марио
Ма́рио Беттози́ни (итал. Mario Bettosini) — швейцарский кёрлингист.
В составе мужской сборной Швейцарии участник чемпионата мира 1969 (заняли пятое место).
Играл на позиции третьего.
Начал заниматься кёрлингом в 1964.

## Команды
| Сезон   | Четвёртый    | Третий          | Второй           | Первый       | Турниры           |
| ------- | ------------ | --------------- | ---------------- | ------------ | ----------------- |
| 1968—69 | Хайнц Бётлер | Марио Беттозини | Жан-Пьер Мюлеман | Курт Шнайдер | ЧМ 1969 (5 место) |

(скипы выделены полужирным шрифтом)